# Pokrzywna
Die Pokrzywna [pɔˈkʃɨvna] ist einer der Hauptzuflüsse der Wieprza in deren Oberlauf. Ihre Gesamtlänge beträgt etwa 26 km. Der Fluss hat eine Breite von 3 bis 5 Metern und ist ab der Straßenbrücke Trzebielino–Słupsk per Kajak befahrbar.